# Jezero Mascardi
Jezero Mascardi (špansko Lago Mascardi) je v jezerski regiji severne Patagonije v argentinski provinci Río Negro. Jezero je blizu letoviškega mesta Bariloche in je v narodnem parku Nahuel Huapi. Jezero ledeniškega izvora je poimenovano po Nicolásu Mascardiju, jezuitu iz 17. stoletja, ki je bil misijonar na tem območju.

## Opis
Jezero Mascardi ima obliko črke V z dvema krakoma, približno enakima po dolžini in širini. Vzhodni krak se imenuje Catedralni, zahodni pa Tronadorski, imenovan po vulkanu na meji s Čilom, ki je najvišja in najvidnejša gora na tem območju. Jezero obkrožajo gore, ki se strmo dvigajo od jezera do nadmorske višine več kot 1800 metrov. Gore so večino leta zasnežene. Gozdna meja v gorah je nad 1600 metrov. Jezero ima največjo globino 218 metrov in površino 39,2 kvadratnih kilometrov.
Primarni dotok v jezero Mascardi je reka Manso, ki izvira iz majhnega jezera, ki ga napaja ledenik, imenovan Ventisquero Negro (dobesedno 'črno snežišče'), na pobočjih gore Tronador približno 20 kilometrov zahodno od jezera. Manso izteka iz jugozahodnega vogala jezera skozi kratek, razburkan prehod, imenovan Los Rapidos, ki vodi do jezera Las Moscas, naslednjega v verigi jezer ob reki Manso.
Asfaltirana cesta (nacionalna št. 40) se razteza po vzhodnem delu jezera do južne obale, kjer je majhna skupnost, imenovana Villa Mascardi. Od tam cesta (neasfaltirana leta 2018) z imenom Route 82 sledi zahodnemu kraku jezera proti severu in se nadaljuje do Ventisquero Negro.

## Rekreacija
Kajakaštvo in ribolov sta priljubljena na jezeru Mascardi, številne turistične agencije v Barilocheju ponujajo vodene ture. Vrste, ki jih iščejo ribiči, so šarenka, potočna postrv in potočna zlatovčica, nobena od njih ni domača v Argentini. Številni kampi in prenočišča so ob cestah, ki obkrožajo polovico jezera. Eden od kampov na najsevernejšem delu Catedrale je v lasti skupnosti Mapučev, ki so bili glavni prebivalci tega območja od 17. do konca 19. stoletja.
Pohodniška pot, odsek dolge poti Huella Andina, vodi 19,5 kilometra južno do jezera Steffen. Pot je po težavnosti ocenjena kot zmerna.

## Ozemeljski konflikti
11. novembra 2017 je lof Lafken Winkul Mapu objavil zahtevek za 'teritorialno obnovo' območja v bližini naselja Villa Mascardi. 23. novembra je več kot 300 zveznih agentov zvezne policije, prefekture in žandarmerije, ki ji je poveljevala Patricia Bullrich in v skladu z zakonodajo argentinske države, izvedlo deložacijo kraja. Med tem so aretirali 5 žensk in 4 mladoletnike, vključno z enoletnim fantom. Ženske so obsojale, da so policisti nasilno vstopili v posestvo, streljali od blizu in otroke metali s solzivcem. Pravica do resničnosti zgodb še ni bila izdana. Med represijo je bil umorjen Rafael Nahuel, mladenič 22-letnega rodu Mapuche. Ubil ga je prvi kaplar prefekture Francisco Javier Pintos s kroglo kalibra 9 mm, streljal z zadnje strani.